# Tetragnatha gracillima
Tetragnatha gracillima är en spindelart som först beskrevs av Tord Tamerlan Teodor Thorell 1890.  Tetragnatha gracillima ingår i släktet sträckkäkspindlar, och familjen käkspindlar. Inga underarter finns listade i Catalogue of Life.